# Сайтбеков, Айдар Муталикович
Айдар Муталикович Сайтбеков (род. 16 февраля 1978 года) – казахстанский государственный деятель, генерал-майор полиции, заместитель Министра внутренних дел Республики Казахстан  (с 04.01.2024 года). 

## Биография
Образование 
- в 1995 году окончил СШ № 6 города Капчагай. 
- в 1999 году завершил обучение в Алматинской академии МВД РК. 
- в 2010 году окончил Европейский колледж (Германия). 
- в 2018 по программе Болашак МГУ им. М. В. Ломоносова (Российская Федерация).  
Профессиональная деятельность 
- 1999 - 2005  проходил службу в оперативно-следственных подразделениях ДВД  г. Алматы и Алматинской области. 
- 2005 - 2009 первый заместитель, начальник Шелекского отдела полиции Алматинской области. 
- 2009 - 2011 начальник Межведомственного центра по борьбе с наркобизнесом, начальник Центра анализа и прогнозирования общественных и криминогенных процессов
- 2011-2013 заместитель начальника, начальник Института подготовки руководящего состава ОВД,
- 2013 - 2018 заместитель начальника Карагандинской академии МВД РК. 
- 2018 - 2019 начальник Актюбинского юридического института МВД РК. 
- 2019 - 2021 начальник Департамента кадровой политики МВД РК. 
- 2021 - 2024 начальник Алматинской академии МВД РК. 
- с 4 января 2024 года  заместитель Министра внутренних дел Республики Казахстан. 
 Научная, спортивная и общественная деятельность
- Кандидат юридических наук. 
- Заслуженный юрист РК.
- Член Попечительского совета Казахстанской федерации шахмат. 
- Мастер спорта по стрельбе из табельного оружия